# Сельстрой (Карагандинская область)
Сельстрой (каз. Сельстрой) — село в Осакаровском районе Карагандинской области Казахстана. Входит в состав сельского округа Сункар. Код КАТО — 355677300.

## Население
В 1999 году население села составляло 221 человек (110 мужчин и 111 женщин). По данным переписи 2009 года, в селе проживало 185 человек (90 мужчин и 95 женщин).